# Запис брест у Гају (Ловци)
Запис брест у Гају (Ловци) се налази на парцели чији је власник ЈВП Србијаводе.

## Локација
| Општина             | Јагодина                                                                    |
| Катастарска општина | Ловци                                                                       |
| Потес               | Гај                                                                         |
| Координате          | 44° 04′ 03″ С; 21° 08′ 35″ И / 44.067399999999999° С; 21.143000000000001° И |
| Надморска висина    | 127m                                                                        |

## Карактеристике
Дендрометријске вредности утврђене на терену и сателитским снимцима:
| Стабло                     | Брест |
| Висина стабла              | m     |
| Обим дебла                 | m     |
| Пречник крошње             | 7m    |
| Пречник дебла              | m     |
| Висина дебла до прве гране | m     |

## База записа
Запис је у оквиру Викимедија пројекта "Запис - Свето дрво" заведен под редним бројем 1161.